# Blykalla
Blykalla AB är ett svenskt företag som utvecklar småskaliga modulära reaktorer (SMR:er).
Bolaget grundades 2013 av Janne Wallenius, Peter Szakalos och Jesper Ejenstam som en spin-off från Kungliga Tekniska Högskolan i Stockholm. Janne Wallenius är professor i reaktorteknik och har forskat om design och säkerhetsanalys av blykylda reaktorsystem sedan 1996, vilket bidragit till utvecklingen av den teknologi som Blykalla använder i sina reaktorer. Bolaget fick en ny ledningsgrupp 2022, då Jacob Stedman gick in som VD och Merja Pukari som operativ chef. Janne Wallenius kvarstår som teknisk chef.

## Teknik
Blykalla utvecklar reaktorer som använder bly istället för vatten för kylning av själva kärnreaktorn. Detta är ett av flera föreslagna koncept som räknas till fjärde generationens reaktorteknik. 
Blykallas reaktor kallas SEALER och väntas uppta 5x5 meter, vilket gör konceptet till en av de mindre SMR:erna. SEALER är en akronym för "Swedish Advanced Lead Reactor". Företaget har flera patent, bland annat för aluminiumlegering av stål som gör stålet mer motståndskraftigt mot strålning.

## Anläggningar
Energimyndigheten beviljade 2022 ett anslag på 99 MSEK för att uppföra en eldriven testanläggning i Oskarshamn tillsammans med Uniper, OKG och SMR AB. Investeringar har även erhållits från Norrsken Foundation och näringslivsprofiler som Gunilla von Platen, Sebastian Knutsson, Carl Manneh, Jonas Nordlander, Filip Engelbert och Jacob de Geer.
År 2023 påbörjades en förstudie i samarbete med Studsvik för att bygga en blykyld forskningsreaktor utanför Nyköping.